# جرمانية

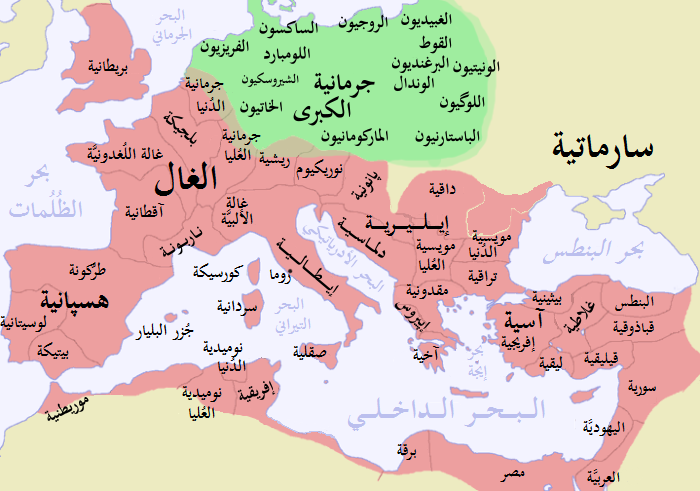
المقاطعات الرومانية (أحمر) وجرمانية (أخضر) في بدايات القرن الثاني الميلادي.

جرمانية أو جرمانيا (باللاتينية: Germania) أو جرمانيا ليبرا أو باربيريكوم الجرمانية لتمييزها عن مقاطعة رومانية تحمل الاسم ذاته، وهي منطقة تاريخية كبيرة في شمال وسط أوروبا خلال العصر الروماني، والتي ربطها المؤلفون الرومان بالشعوب الجرمانية. تمتد المنطقة تقريبًا من الراين الأوسط والسفلي في الغرب إلى فيستولا في الشرق. وجنوبًا حتى نهر الدانوب الأعلى والأوسط وبانونيا، وإلى الأجزاء المعروفة من الدول الإسكندنافية في الشمال. من الناحية الأثرية، تنسجم هذه الشعوب تقريبًا مع العصر الحديدي الروماني لتلك المناطق. وعلى الرغم من أن الشعوب الجرمانية كانت المهيمنة على ما يبدو، إلا أن الكلت كانوا يسكنون ماغنا جرمانيا أيضًا.
يعني الاسم اللاتيني جرمانيا «أرض الجرمانيين»، لكن أصل الاسم جرماني نفسه غير مؤكد. وخلال الحروب الغالية في القرن الأول قبل الميلاد، واجه الزعيم الروماني يوليوس قيصر شعوبًا من وراء نهر الراين. وأشار إلى هؤلاء الناس باسم الجرمانيين، وأراضيهم وراء نهر الراين باسم جرمانيا. في السنوات اللاحقة، سعى الإمبراطور الروماني أغسطس إلى التوسع عبر نهر الراين باتجاه نهر إلبه، لكن هذه الجهود أعيقت بانتصار أرمينيوس في معركة غابة تويتوبورغ عام 9 بعد الميلاد. كانت مقاطعتا جرمانيا الكبرى وجرمانيا الصغرى المزدهرتين تسميان أحيانًا باسم جرمانيا الرومانية، لتؤسس الأخيرة لاحقًا في شمال شرق بلاد الغال الرومانية، بينما ظلت الأراضي الواقعة خلف نهر الراين مستقلة عن السيطرة الرومانية.
منذ القرن الثالث الميلادي، بدأت الشعوب الجرمانية التي خرجت من ماغنا جرمانيا بالتعدي على أجزاء من جرمانيا الرومانية واحتلالها. وقد ساهم ذلك في سقوط الإمبراطورية الرومانية الغربية في القرن الخامس بعد الميلاد، وبعد ذلك جرى الاستيلاء على أراضي جرمانيا الرومانية واستيطانها من قبل الشعوب الجرمانية المهاجرة. وأصبحت أجزاء كبيرة من جرمانيا لاحقًا جزءًا من إمبراطورية الفرنجة ومملكة ألمانيا اللاحقة. وقد اشتق اسم جرمانيا Germany باللغة الإنجليزية والعديد من اللغات الأخرى من اسم جرمانيا.

## علم أصول الكلمات
يعني اسم جرمانيا باللغة اللاتينية «الأراضي التي يعيش فيها أناس يطلق عليهم الجرمانيون». لا يتفق العلماء الحديثون على أصل اسم جرماني. واقترح علم أصول الكلام الأصل الكلتي والجرماني والإيليري واللاتيني.
المصدر الرئيسي لأصل الاسمين جرمانيا وجرماني هو كتاب جرمانيا (98 بعد الميلاد) للمؤرخ تاسيتس. كتب تاسيتس أن اسم جرمانيا كان «حديثًا وجديدًا». ووفقًا له، فإن اسم جرماني قد أطلق مرة واحدة فقط على قبائل تونغري، غرب نهر الراين، ولكنه أصبح «اسمًا مختلقًا» لشعوب يفترض أنها مرتبطة شرق نهر الراين. يعتبر العديد من العلماء الحديثين قصة تاسيتس معقولة، على الرغم من الشك فيما إذا كان الاسم شائع الاستخدام من قبل الجيرمانيين للإشارة إلى أنفسهم.

## الجغرافيا
لم تحدد حدود جرمانيا بشكل واضح، لا سيما عند أطرافها الشمالية والشرقية. امتدت ماغنا جرمانيا تقريبًا من نهر الراين في الغرب حتى ما وراء نهر فيستولا في الشرق، ومن نهر الدانوب في الجنوب والشمال على طول بحر الشمال وبحر البلطيق، بما في ذلك الدول الإسكندنافية. تضم جرمانيا الكبرى أجزاء من سويسرا الحديثة وجنوب غرب جرمانيا وشرق فرنسا، بينما شملت جرمانيا الصغرى الكثير من بلجيكا وهولندا الحديثتين.
قدم الجغرافي الروماني بطليموس في كتابه الجغرافيا (150 م) أوصافًا لجغرافيا جرمانيا. وتمكن العلماء الحديثون من تحديد موقع العديد من أسماء الأماكن التي ذكرها بطليموس، وربطها بأسماء الأماكن في يومنا هذا.
كان يسكن جرمانيا عدد كبير من الشعوب، ولم يكن هناك الكثير من الوحدة بينهم. ويبدو أن جرمانيا لم تكن مأهولة بالكامل من قبل الشعوب الجرمانية. تقدم الهيدرونيم (اسم الماءة) دليلًا على وجود مجموعة هندو أوروبية أخرى، والتي ربما عاشت تحت هيمنة الجرمانيين.

## التاريخ
خلال الحروب الغالية في القرن الأول قبل الميلاد، كان الزعيم الروماني يوليوس قيصر على اتصال بالشعوب التي نشأت في شرق نهر الراين. وفي سجله تعليقات على الحرب الغالية، يشير قيصر إلى هذه الشعوب باسم الجرمانيين، والأراضي التي أتوا منها باسم جرمانيا. ويبدو أن الرومان استعاروا الاسم من الغاليين. وبعد هزيمة الزعيم الجرماني أريوفستس في بلاد الغال، بنى قيصر الجسور عبر نهر الراين وقام بحملات عقابية في جرمانيا. وكتب أن المنطقة كانت تتألف من العديد من الدول الجرمانية، والتي لم تكن موحدة بالكامل. وفقًا لقيصر، عبرت قبائل فولسي تيستوساغيس الغالية نهر الراين واستعمرت أجزاءً من جرمانيا، لكنها أصبحت منذ ذلك الحين أقل قوة عسكريًا من الجرمانيين. مثلما كتب أيضًا أن الجرمانيين قد عبروا نهر الراين إلى شمال شرق بلاد الغال وطردوا سكانها الغاليين، وأن قبائل البلج ادعت أنها تنحدر من هؤلاء الغزاة الجرمانيين.
في أواخر القرن الأول قبل الميلاد، أطلق الإمبراطور الروماني أغسطس حملات عبر نهر الراين، ودمج مناطق من جرمانيا في أقصى الشرق مثل إلبه في الإمبراطورية الرومانية، وخلق مقاطعة جرمانيا القديمة الرومانية قصيرة العمر في 7 قبل الميلاد، مع أهداف أخرى لإنشاء مقاطعة ماغنا جرمانيا الكبرى، مع وجود المقر الرئيسي في كولونيا (حاليًا كولونيا، ألمانيا). ولكن الحملة الرومانية تراجعت بشدة بسبب انتصار أرمينيوس في معركة غابة تويتوبورغ في 9 م. وأدت نتيجة هذه المعركة إلى ثني الرومان عن طموحهم في هزيمة جرمانيا، وبالتالي تعتبر واحدة من أهم الأحداث في التاريخ الأوروبي. شكل نهر الراين في النهاية الحدود بين الإمبراطورية الرومانية وماغنا جرمانيا. ظلت مناطق شمال شرق بلاد الغال المتاخمة لنهر الراين تحت السيطرة الرومانية، وغالبًا ما يشار إليها باسم جرمانيا الرومانية. وتمركزت أربعة فيالق رومانية هناك، وقد أسس أسطول روماني، اسمه كلاسيس جرمانيكا. وكانت المنطقة تُحكم فعليًا كمقاطعات رومانية.
كان يشار إلى مناطق جرمانيا المستقلة عن السيطرة الرومانية باسم ماغنا جرمانيا. ويشير العلماء الحديثون أحيانًا إلى ماغنا جرمانيا باسم جرمانيا الحرة (جرمانيا ليبرا)، أو باربيريكوم الجرمانية. وكجزء من جهود الهندسة الاجتماعية الرومانية، جرى توطين أعداد كبيرة من الجرمانيين، بما في ذلك قبيلتا الأوبيون والسيكامبريون، داخل جرمانيا الرومانية من أجل منع ثورات الغاليين المقيمين. أصبحت جرمانيا الرومانية تتميز بمجموعة مختلطة من السكان الكلت والجرمانيين والرومان، والتي أصبحت ذات طابع روماني بصورة تدريجية.
بحلول منتصف القرن الأول الميلادي، تمركز ما بين ثمانية إلى عشرة فيالق رومانية في جرمانيا الرومانية لحماية الحدود. ومنذ العامين 69-70 بعد الميلاد، تأثرت جرمانيا الرومانية بشدة من قبل ثورة باتافي. وقد كتب تاسيتس أن زعيم الثورة، جايوس يوليوس سفيلايس، جند عددًا كبيرًا من المحاربين الذين وصفهم «بأقربائه» من جميع أنحاء جرمانيا، وأشاد بأرمينيوس لتحريره جرمانيا من العبودية. واستولى متمردو سفيلايس على كولونيا، عاصمة جرمانيا الرومانية وموطن قبيلة الأوبيون الجرمانية، الذين اعتبرهم الجرمانيون الآخرون، وفقًا لتاسيتس، خونة لأنهم «تخلوا عن وطنهم الأصلي». وبعد أن كان هدف قوات سفيلايس في البداية هدم كولونيا بشكل كامل، أعلنت أن المدينة عادت «إلى وحدة الأمة الجرمانية واسمها» وأنها «مدينة مفتوحة لجميع الجرمانيين». وعلى الرغم من إعلان المتمردين و«الجرمانيين الآخرين» في البداية عن «قرابتهم بالدم»، فقد ساعد الأوبيون في النهاية الرومان على استعادة كولونيا.

## أعلام
- أرمينيوس
- توسنيلدا
- هرميريكوس